# Třída Ehrensköld
Třída Ehrensköld byla třída torpédoborců švédského námořnictva. Skládala se ze dvou jednotek. Ve službě byly v letech 1927–1963. Roku 1951 byly přestavěny na protiponorkové fregaty. Úspěšná konstrukce se stala vzorem pro několik dalších tříd švédských torédoborců.

## Stavba
Celkem byly v letech 1924–1927 postaveny dvě jednotky této třídy, pojmenované Ehrensköld (1) a Nordenskjöld (2). První postavila loděnice Kockums v Malmö a druhý loděnice Götaverken v Göteborgu.
Jednotky třídy Ehrensköld:
| Jméno            | Loděnice   | Založení kýlu | Spuštěna | Vstup do služby | Osud                           |
| ---------------- | ---------- | ------------- | -------- | --------------- | ------------------------------ |
| Ehrensköld (1)   | Kockums    | 1924          | 1926     | září 1927       | Vyřazen 1963, sešrotován 1974. |
| Nordenskjöld (2) | Götaverken | 1924          | 1926     | září 1927       | Vyřazen 1963, sešrotován 1964. |

## Konstrukce

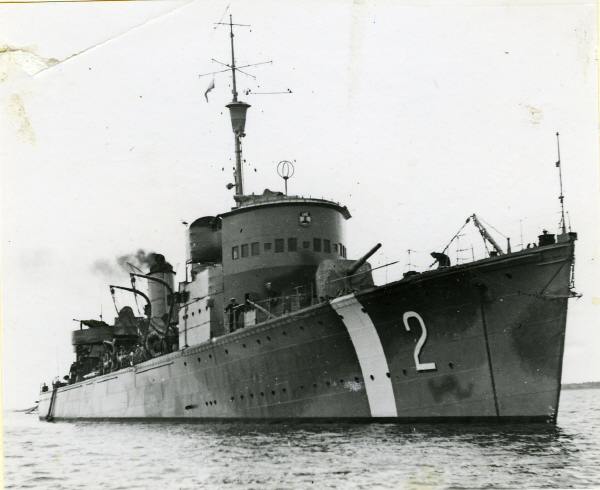
Nordenskjöld (2)

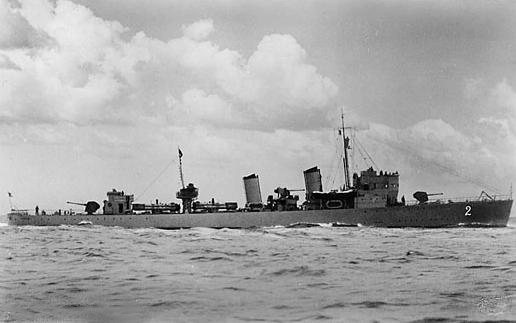
Nordenskjöld (2)

Hlavňovou výzbroj tvořily tři 120mm kanóny v jednodělových věžích a dva 40mm kanóny (roku 1939 byly nahrazeny čtyřmi 25mm kanóny). Další ofenzivní zbraní byly dva trojhlavňové 533mm torpédomety. K napadání ponorek sloužily dva vrhače a dvě skluzavky hlubinných pum. Nést mohly rovněž 20 námořních min. Pohonný systém tvořily tří kotle Penhöet a dvě turbíny De Laval o výkonu 24 000 hp. Nejvyšší rychlost dosahovala 36 uzlů. Dosah byl 1600 námořních mil při rychlosti 20 uzlů.

### Modernizace
V letech 1950–1951 byly oba torpédoborce přestavěny na protiponorkové fregaty. Hlavňová výzbroj byla zredukována na jeden 120mm kanón, čtyři 40mm kanóny a jeden 20mm kanón. Torpédomety byly sejmuty. Dále bylo neseno osm vrhačů. Rychlost klesla na 30 uzlů.